# Alfons Knoll
Alfons Knoll (* 25. Februar 1957 in Untersulmetingen) ist ein deutscher Theologe.

## Leben
Bis 1976 besuchte er das mathematisch-naturwissenschaftliche Gymnasium in Laupheim. Von 1976 bis 1981 studierte er katholische Theologie in Tübingen und München als Priesteramtskandidat der Diözese Rottenburg-Stuttgart (Bischöfliches Theologenkonvikt Wilhelmsstift Tübingen). Von 1981 bis 1983 absolvierte er die zweite Ausbildungsphase (Pastoralkurs) am Priesterseminar Rottenburg. Nach der Diakonatsweihe am 19. Dezember 1981 in Rottenburg am Neckar absolvierte er von 1982 bis 1983 das Diakonatsjahr in der Domgemeinde Dom St. Martin (Rottenburg). Nach der Priesterweihe in Ulm-Wiblingen am 25. Juni 1983 war er von 1983 bis 1985 Vikar in der Gemeinde St. Josef in Stuttgart-Heslach. Von 1985 bis 1987 war er Repetent am Wilhelmsstift in Tübingen (Bischöfliches Theologenkonvikt) mit Schwerpunkt Dogmatik und Fundamentaltheologie und begann eine Promotionsarbeit bei Walter Kasper über Glaube und Kultur bei Romano Guardini. Von 1987 bis 1990 war er Repetent am Priesterseminar in Rottenburg (Fortsetzung der Promotion bei Peter Hünermann). Von 1990 bis 1996 arbeitete er pastoral in Starzach mit. Nach der Promotion am 19. Oktober 1993 zum Dr. theol. an der Kath.-Theol. Fakultät der Universität Tübingen war von 1996 bis 2003 zur Habilitation in Freiburg im Breisgau und zu anschließender Dozententätigkeit freigestellt. Nach der Habilitation am 12. Juli 2001 bei Peter Walter in Freiburg im Breisgau für Dogmatik und Dogmengeschichte mit der Arbeit „Derselbe Geist. Eine Untersuchung zum Kirchenverständnis der ersten Jesuiten“. Von 2001 bis 2003 war er Privatdozent für Dogmatik in Freiburg, Dozent für Moraltheologie an der Fachakademie für Gemeindepastoral Freiburg (Ausbildungsstätte für Gemeindereferentinnen und Gemeindereferenten), pastoraler Mitarbeiter in den Pfarreien der Seelsorgeeinheit Gutach im Breisgau-Bleibach und Vorlesungsvertreter in der PTH Vallendar sowie an der Universität Koblenz-Landau (Standort Landaach). Ab Oktober 2003 vertrat er die Professur für Systematische Theologie (Fundamentaltheologie) an der Fakultät für Katholische Theologie in Regensburg. Ab April 2004 lehrt er als Professor für Systematische Theologie (Fundamentaltheologie) an der Fakultät für Katholische Theologie der Universität Regensburg, wo er von 2009 bis 2010 Prodekan der Fakultät für Katholische Theologie war. Ab dem 29. Januar 2012 war er stellvertretender Vorsitzender des Katholisch-Theologischen Fakultätentages. Von 2014 bis 2017 war er Vorsitzender des Katholisch-Theologischen Fakultätentages, seit 2017 ist er dessen stellvertretender Vorsitzender.